# Aphoebantus tarapacensis
Aphoebantus tarapacensis är en tvåvingeart som beskrevs av Hall 1976. Aphoebantus tarapacensis ingår i släktet Aphoebantus och familjen svävflugor. Inga underarter finns listade i Catalogue of Life.